# David Datuna

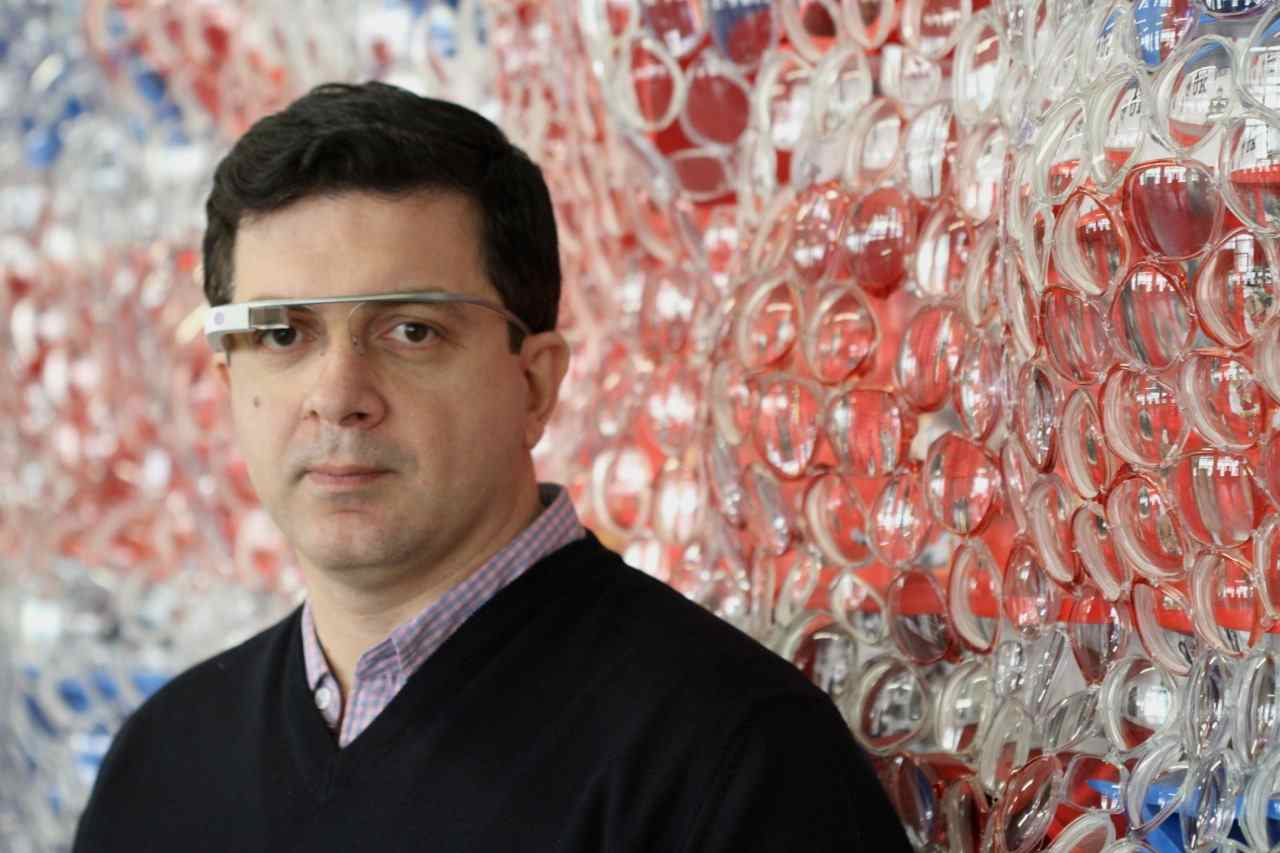
David Datuna (2013)

David Datuna (georgisch დეივიდ დათუნა; * 10. Februar 1974 in Tiflis, Georgische SSR, UdSSR; † 24. Mai 2022 in Boston, Massachusetts) war ein US-amerikanischer Künstler, der in New York City lebte.

## Werk
Datuna arbeitete mit Mixed Media – Fotografien, Zeitschriftenausschnitten, Zeitungsartikeln – und Farbe. Seine Serie Viewpoint of Millions untersucht anhand von Porträts, Flaggen und Icons die Quellen und die Bedeutung kultureller Identität aus verschiedenen Blickwinkeln. 2011 montierte er aus unzähligen kleinen Mona-Lisa-Bildchen ein großes Porträt Wladimir Putins, das für über 200.000 $ einen Käufer fand. Im US-Wahlkampf kombinierte er Slogans von Donald Trump und Hillary Clinton zu pazifistischen Botschaften, 2017 installierte er am New Yorker Union Square den Namen Trumps in Form von Eisblöcken, um gegen dessen Klimapolitik zu protestieren.
2019 aß er auf der Kunstmesse Art Basel in Miami ungehindert von Sicherheitskräften eine an die Wand geklebte Banane, ein 108.000 Euro teures Kunstwerk von Maurizio Cattelan.
Datunas Werke wurden in Europa, Russland, China und den Vereinigten Staaten ausgestellt.
Er starb am 24. Mai 2022 im Alter von 48 Jahren in einer Bostoner Klinik.